# Иисус среди учителей

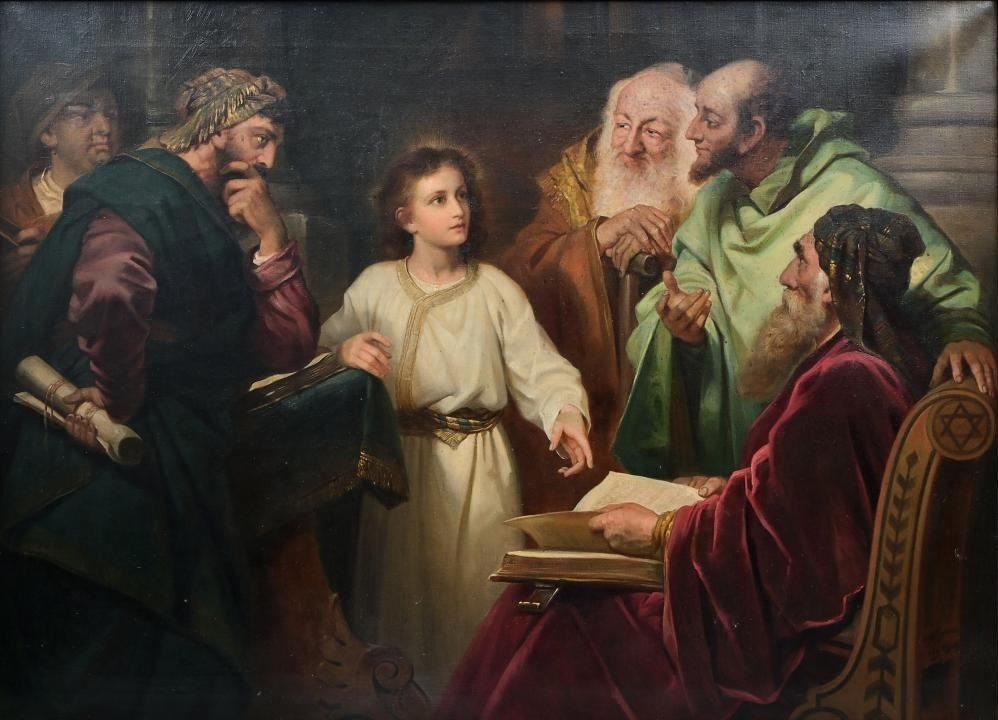
Генрих Фердинанд Гофман. «Христос во Храме»

Иису́с среди́ учителе́й (также Обрете́ние во Хра́ме) — эпизод из детства Иисуса Христа, описанный в Новом Завете в Евангелии от Луки.
Канонические евангелия, помимо данного эпизода, практически не освещают детство Иисуса Христа. Согласно данному эпизоду, встречающемуся лишь у одного из евангелистов, двенадцатилетний Иисус, отстав от своих родных, оказался один в Иерусалимском храме. Там он беседовал с книжниками (учителями), толковавшими Писание, слушал их и задавал вопросы. Учителя же были поражены его недетской мудростью.

## ВНовом Завете
| Евангелие         | Текст |
| ----------------- | --- |
| От Луки (2:41-51) | Каждый год родители Его ходили в Иерусалим на праздник Пасхи. И когда Он был двенадцати лет, пришли они также по обычаю в Иерусалим на праздник. Когда же, по окончании дней праздника, возвращались, остался Отрок Иисус в Иерусалиме; и не заметили того Иосиф и Матерь Его, но думали, что Он идёт с другими. Пройдя же дневной путь, стали искать Его между родственниками и знакомыми и, не найдя Его, возвратились в Иерусалим, ища Его. Через три дня нашли Его в храме, сидящего посреди учителей, слушающего их и спрашивающего их; все слушавшие Его дивились разуму и ответам Его. И, увидев Его, удивились; и Матерь Его сказала Ему: Чадо! что́ Ты сделал с нами? Вот, отец Твой и Я с великою скорбью искали Тебя. Он сказал им: зачем было вам искать Меня? или вы не знали, что Мне должно быть в том, что́ принадлежит Отцу Моему? Но они не поняли сказанных Им слов. И Он пошёл с ними и пришёл в Назарет; и был в повиновении у них. И Матерь Его сохраняла все слова сии в сердце Своём. |

## В других текстах
Рассказ Луки повторяется в апокрифическом тексте Евангелие детства от Фомы и, по всей видимости, заимствован оттуда почти дословно и затем дополнен автором апокрифа. Время и место создания Евангелия от Фомы точно неизвестны, но оно, вероятно, не моложе конца II века и уже точно известно было христианским мыслителям IV века. Апокриф представляет собой сборник эпизодов из детства Иисуса Христа, большинство из которых не встречаются в каноничных текстах. Отрок Иисус во Храме — последний эпизод апокрифа, причём большая его часть почти дословно цитирована из Евангелия от Луки, за исключением реакции книжников, обращённой к Деве Марии (причём некоторые выражения также заимствованы из Евангелия Луки, но из других эпизодов):

А книжники и фарисеи сказали: Ты — мать этому ребенку? И она сказала: да. И они сказали ей: благословенна ты между женами, ибо Господь благословил плод чрева твоего. Такой славы, такой доблести и такой мудрости мы никогда не видели и никогда о ней не слышали.
— Евангелие детства от Фомы

## В искусстве
Иисус в окружении учителей — часто встречающийся в христианском, особенно западноевропейском, искусстве сюжет.
- «Христос среди учителей» — картина Альбрехта Дюрера
- «Нахождение Спасителя во Храме» — картина Холмана Ханта
- «Среди учителей» — картина Василия Дмитриевича Поленова (1844—1927)

### Галерея

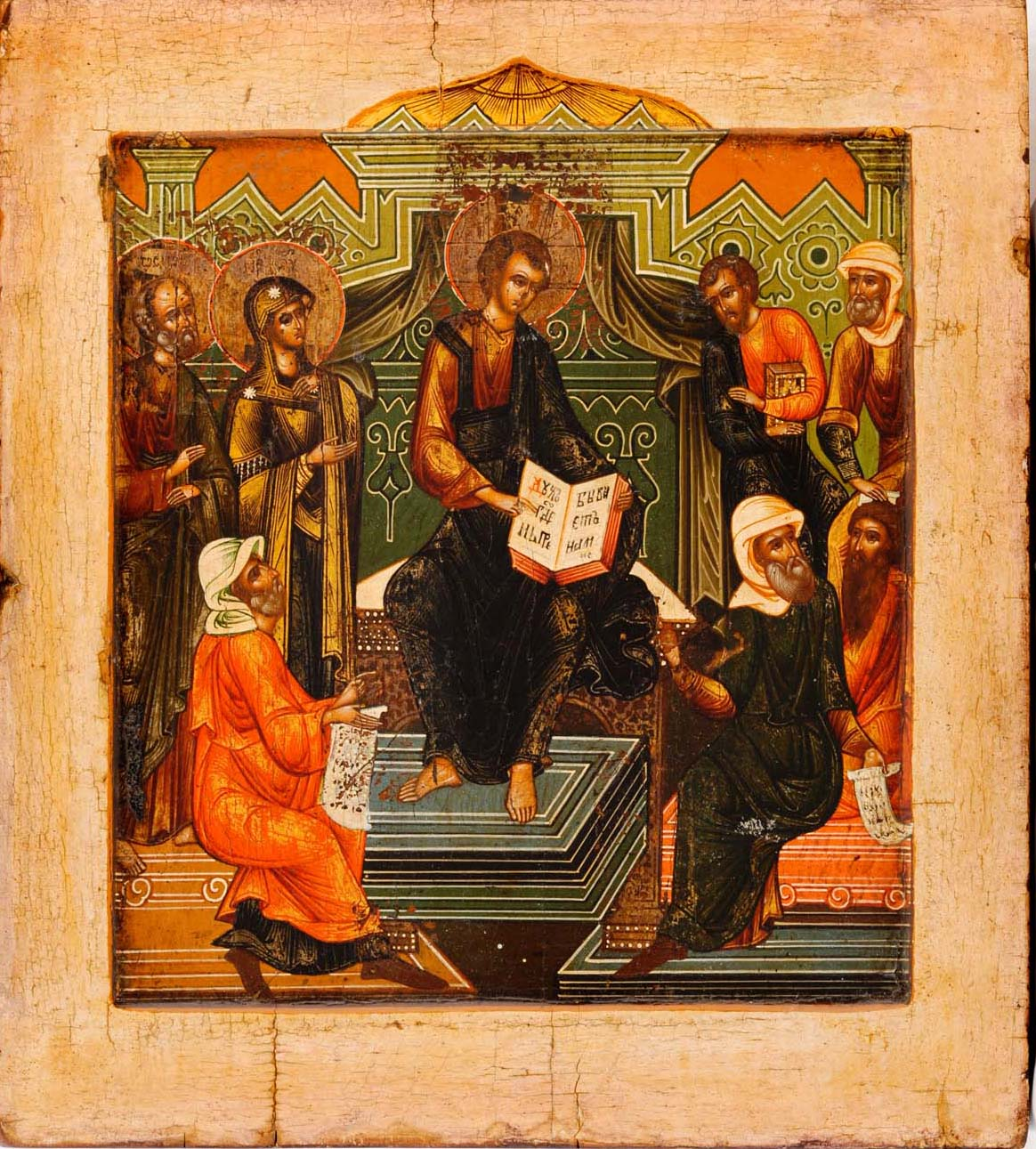
Русская икона, ок. 1800
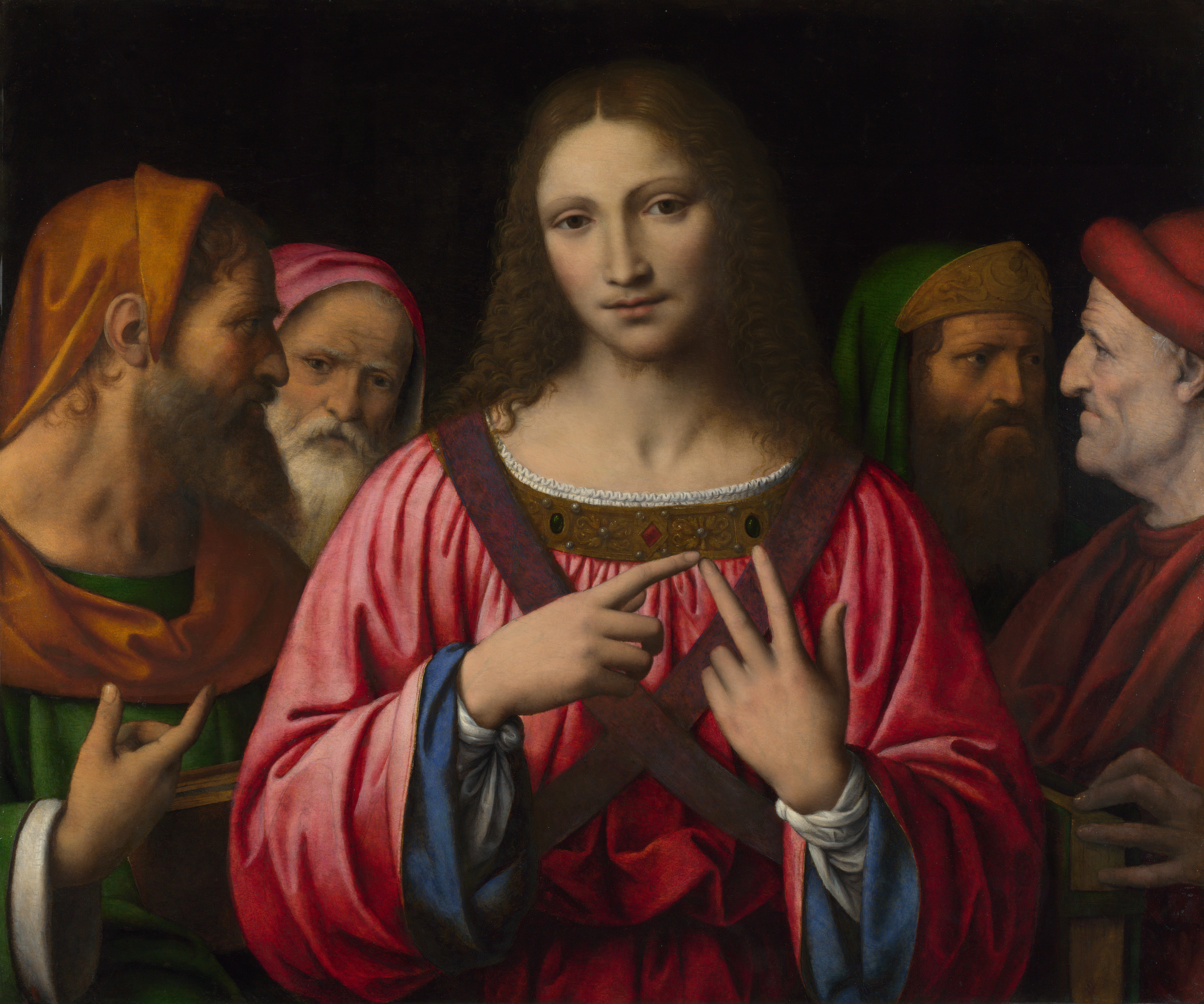
Бернардино Луини
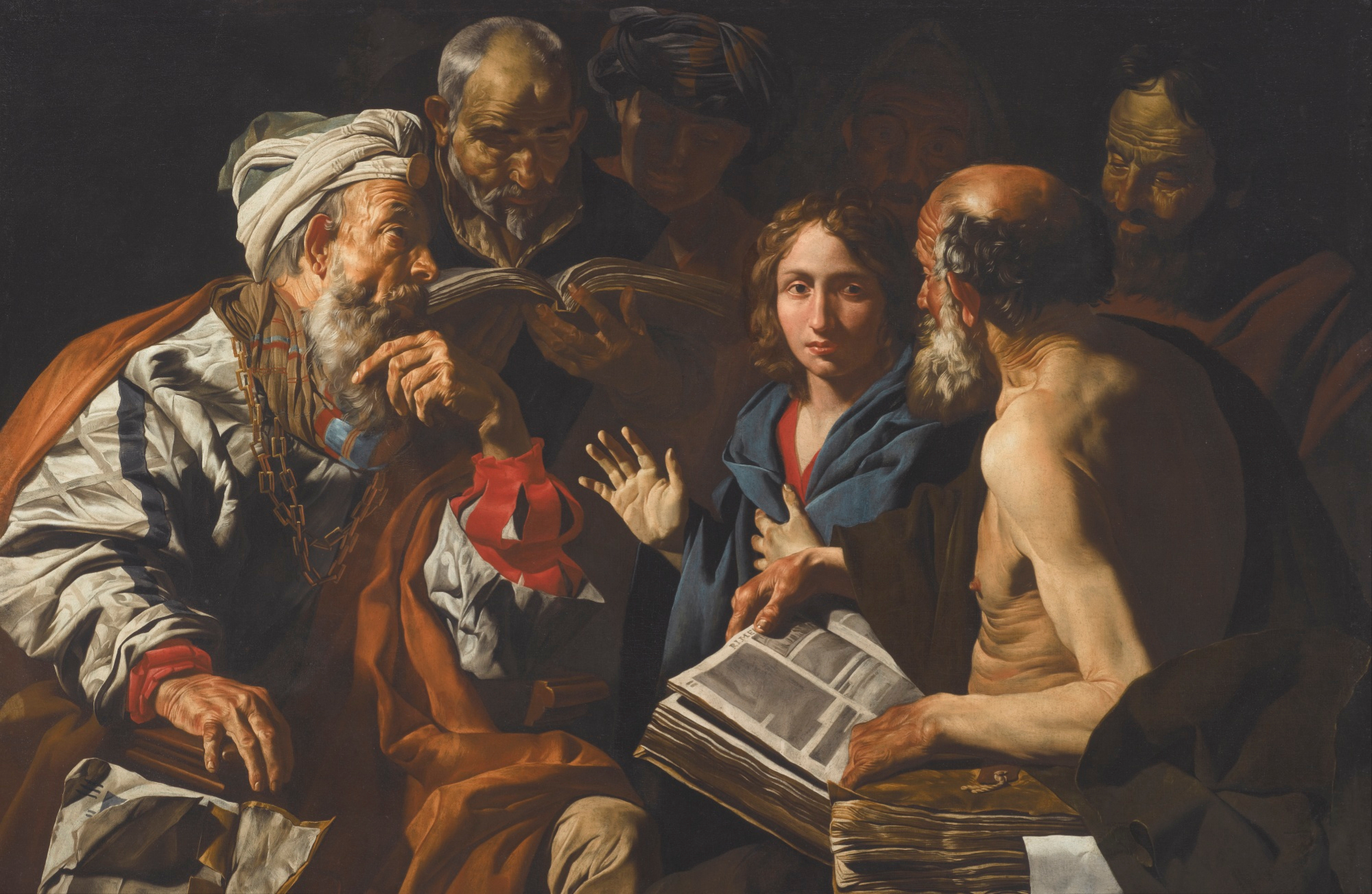
Маттиас Стом
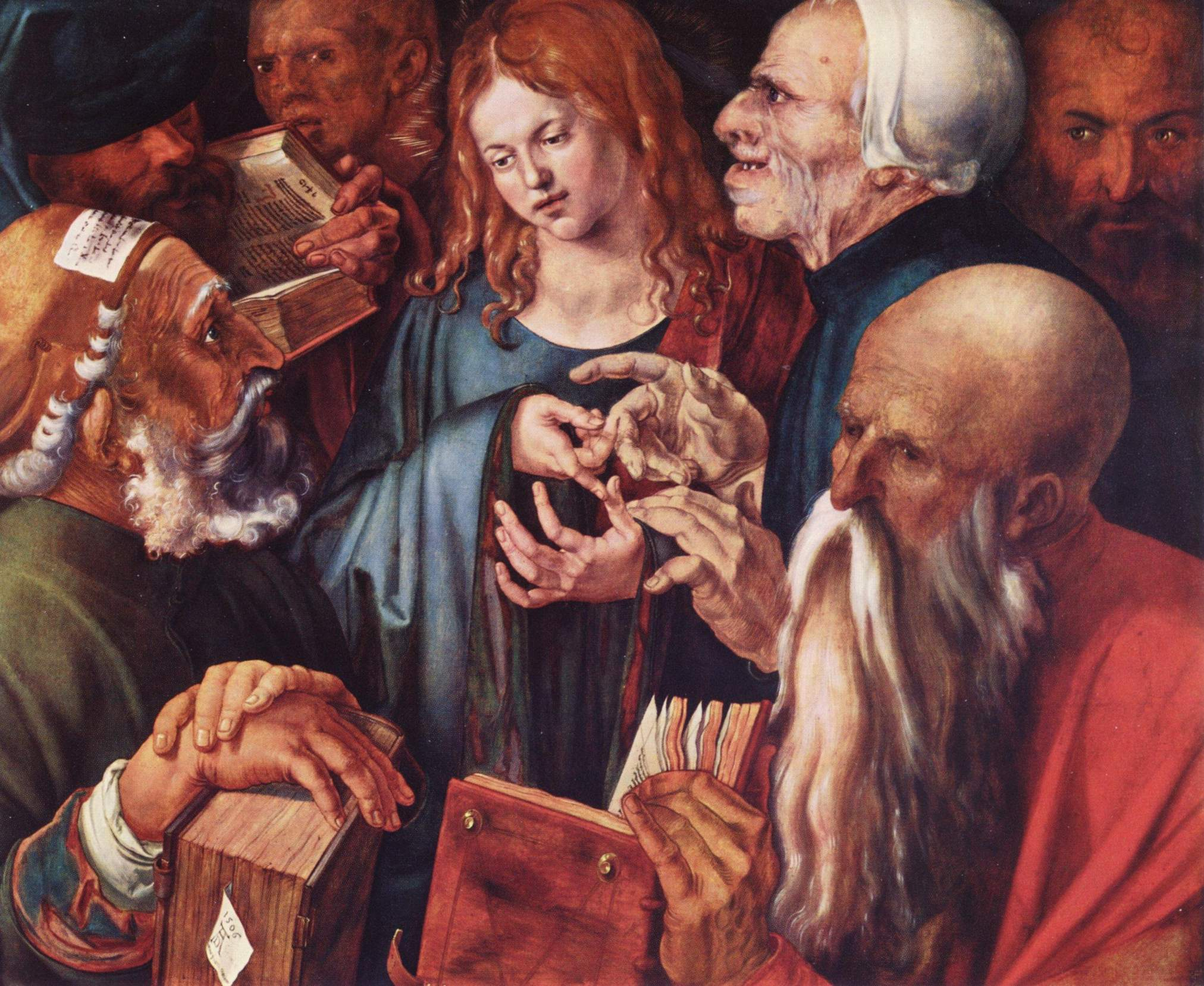
Альбрехт Дюрер
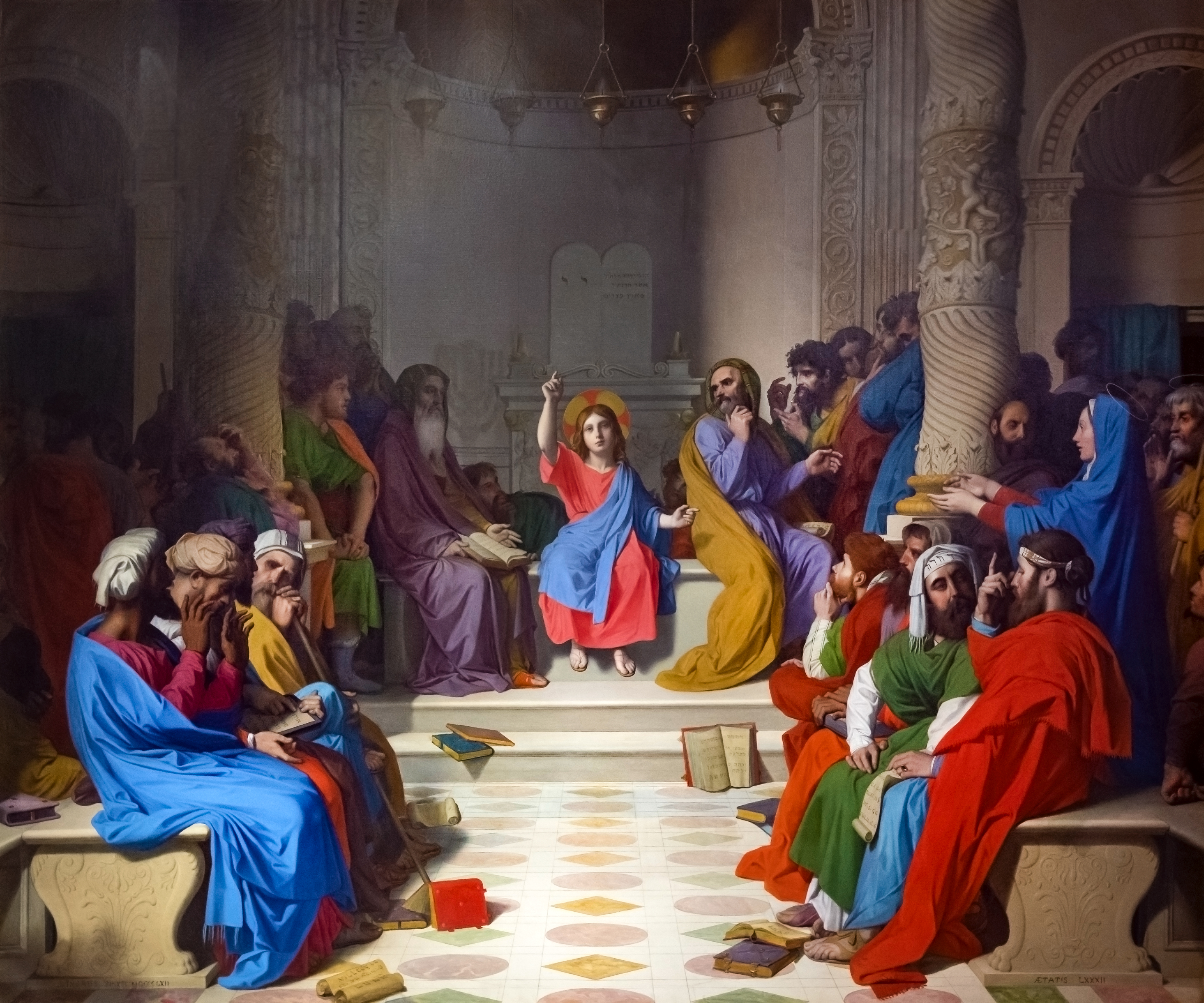
Жан Огюст Доминик Энгр